# Maciej Rataj
Maciej Rataj (Horodok, Austria-Hungría, el 19 de febrero de 1884 - Palmiry, Polonia, el 21 de junio de 1940) fue un político y escritor polaco, presidente de facto de la Segunda República Polaca en dos ocasiones: la primera tras el asesinato de Gabriel Narutowicz cinco días después de ser elegido presidente, el 16 de diciembre de 1922; y la segunda entre el 14 de mayo de 1926 y el cuatro de junio del mismo año, siendo precedido por Ignacy Mościcki.

## Biografía
Maciej Rataj nació en el pueblo de Chłopy cerca de Lwów (actualmente Lviv, en Ucrania) el 19 de febrero de 1884, ciudad a la que más tarde se mudaría y estudiaría lingüística en el gimnasio y en la universidad. Tras la finalización de sus estudios se convirtió en profesor de gimnasio (escuela secundaria) y trabajó en Lviv, para más tarde trasladarse a Zamosc.
Se involucró en la política después de que la Segunda República de Polonia obtuviera la independencia tras la Primera Guerra Mundial. Fue miembro del Partido Campesino Piast y, desde 1931, del Partido Campesino. Fue nombrado presidente de la Stronnictwo y el jefe de redacción del partido. De 1919 a 1930 y desde 1934 hasta 1935 fue miembro del parlamento polaco (Sejm), y desde 1922 a 1928 fue el presidente del parlamento. 
Fue Presidente de Polonia en dos ocasiones: la primera en diciembre de 1922 tras el asesinato del presidente Gabriel Narutowicz (estuvo en el cargo seis días) y en mayo de 1926, después del Golpe de Estado de mayo de 1926 realizado a manos de Józef Piłsudski y la renuncia del presidente Stanisław Wojciechowski. Su segundo mandato duró menos de un mes.
En diciembre de 1939 fue detenido por la Alemania nazi y ejecutado en Palmiry durante la operación AB-Aktion en Polonia.

## Trabajos
- Pamiętniki (Memorias) (1965)
- Wskazania obywatelskie i polityczne: Wybór pism i przemówień z lat 1919–1938 (1987)
- Maciej Rataj o parlamentaryzmie, państwie demokratycznym i sanacji (1998)